# Masaki.
Masaki.（まさき）は、埼玉県ふじみ野市生まれ、川越市在住の作曲家、演奏家（ピアニスト、サポートミュージシャン、およびバンドメンバーとして活動）。その他、生演奏付きキッチンカーおよびライブカフェの経営、音楽ヒーローなど、音楽を提供する幅広い活動をしている。
各音楽活動の依頼、CDリリース、グッズ・チケット販売などは、全て自主レーベルの「Haruka Records」にて行っている。
本名は髙橋真樹。父は俳優・高橋利道。

## 人物
中学時代、カシオ計算機の家庭用キーボードの光ナビゲーション機能で曲を覚えはじめた事をキッカケに作曲を独学で始める。家にピアノがなかったため、キーボードの光で曲を覚えて学校の音楽室で本物のピアノを弾くというやり方で演奏を身につける。
高校時代より本格的にバンドを始め、歌物の作曲も始める。自身がギター・ボーカルを務めた。
大学卒業後、就職先のブランドにてピアノ演奏や楽曲提供を行うようになる。その後は独立し美容院や企業、アーティストへの楽曲提供、イベント出演を主体とした活動をする。ピアノを主体としたヒーリング・ミュージックを得意とし、学生時代よりバンド活動もしていたことからロックサウンドまで幅広く制作。所属バンドではテレビ東京の新人発掘番組に出演した。
「東京モーターショー2017」、「第20回 国際バラとガーデニングショウ」「LUNATIC FEST. 2018」などにピアニストとしてHONDAのブースに多数出演。「HONDA ウエルカムプラザ青山」のクリスマスイベントなどHONDAのイベントに多数出演。様々な楽器を演奏するため、メディア出演としてTBS「中居正広の金曜日のスマイルたちへ」にYOSHIKI役でピアノ演奏、ドラム演奏、再現ドラマの楽器指導（ギター・ベース・ドラム・ピアノ）などで参加。その後も俳優などへ撮影用の楽器指導も行う。TV-CM「ユーキャン」「資生堂」などに演奏者として出演。その他俳優としてテレビCMやテレビドラマにも出演している。
演奏可能な楽器はピアノの他にアコースティック・ギター、ドラム、エレクトリックベース、サクソフォーン、ピアニカ、アコーディオン、コルネット、トロンボーン、バイオリンなど、20種類以上。作詞・作曲・演奏・録音、プロデュースまで自身で行うスタイルで活動を進める。ソロ活動以外には、「音楽ピクニック楽団」という名前で様々な奏者を抱え、シーンに合わせた編成で出演するスタイルを確立。2021年には二胡+シンガーShin、箏男kotomen大川義秋と、弦楽器ユニットVOSを結成(Vibration of Strings（弦の振動）の略)。
音楽を楽しめる場として、2019年8月にどこでもライブカフェ「音楽ピクニックCar」を開始。2021年7月には埼玉県川越市に、昔からの夢だったライブカフェ「音楽ピクニック広場RISM」を開店（2024年9月をもって閉店）。演奏の仕事を通じて子供との交流が多かったため、幅広い世代に楽器体験をしてもらえるよう、2024年4月より20種類以上の楽器を操る音楽ヒーロー「音楽旋士☆メロディマン」として各イベントへの出演やヒーロー舞台への出演を開始。

## メディア出演
- 「水曜夜のエンターテイメントバトル エンタX」（2017年10月、テレビ東京） - 自身がリーダーを務めるバンド「レインボー×レインボー」で出演。作曲した楽曲「レインボー」を披露。
- 「中居正広の金曜日のスマイルたちへ」（2018年3月30日、TBS） - 再現ドラマにてYOSHIKI役（ピアノ&ドラム演奏）、楽器指導（ギター・ベース・ドラム・ピアノ）
- 「My GARDEN 2018 夏号 No.87」マルモ出版社（2018年6月16日発売） HONDA特集ページ[4][2]
- 「Heaven?～ご苦楽レストラン」（2019年7月9日 - 9月10日、TBS系）[2]
- 「凪のお暇」（2019年7月9日 - 9月10日、TBS系）[2]
- 「桐生タイムス」コンサート風景記事[5]
- 「じゅん散歩」（2023年7月21日、テレビ朝日）- 津軽三味線のオリジナル曲「大井弁天節」を披露[5]

## CM出演、協力
- ユーキャン（2018年1月 - ）- ギタリスト 役[2]
- 資生堂（2018年1月 - ）- ドラマー 役[2]
- 株式会社雨宮 CM - ギタリスト 役[2]
- 音楽アプリnana Web CM「nanaのある風景」- ユーザーインタビュー[2]
- ソフトバンク TVCM（2019年12月 - ）- 男子生徒役[2]
- Alconデイリーズトータルワン CM「生感覚の歌」篇（2020年3月16日-） - 綾野剛さんにピアノパフォーマンスの撮影協力[2]

## 主なイベント出演、参画
| 日程                          | イベント                                                                                    | 場所                                                     | 演奏楽器                       | 備考                                                                     |
| ----------------------------- | ------------------------------------------------------------------------------------------- | -------------------------------------------------------- | ------------------------------ | ------------------------------------------------------------------------ |
| 2017年6月2日                  | WINConference Tokyo 2017                                                                    | 東京ウィメンズプラザ                                     | ピアノ                         | ピアニストとして、オープニングセレモニー 自身の楽曲「幸せの粉」を演奏    |
| 2017年7月                     | ジュエリーブランド「K.uno」ジュエリーパーティ                                               | ジュエリーサロン「K.uno」自由が丘店                      | -                              | 音楽ピクニック楽団として出演                                             |
| 2017年10月27日-11月5日        | 東京モーターショー2017                                                                      | 東京ビッグサイト                                         | ピアノ                         | ピアニストとして、HONDAのブースに出演                                    |
| 2017年12月23日、24日          | HONDAロボキャスConcept クリスマスイベント                                                   | HONDA ウエルカムプラザ青山                               | -                              | 2017年開催のクリスマスイベント                                           |
| 2018年5月18日-23日            | 第20回 国際バラとガーデニングショウ                                                         | 西武ドーム                                               | ピアノ                         | ピアニストとして、HONDAのブースに出演                                    |
| 2018年7月6日                  | 日本生命社内パーティ                                                                        | -                                                        | ピアノ                         | ピアニストとして、ゲスト出演                                             |
| 2018年6月23日、24日           | LUNATIC FEST. 2018                                                                          | 幕張メッセ                                               | -                              | ピアニストとして、HONDAのブースに出演                                    |
| 2018年9月21日                 | HANDS EXPO CAFE                                                                             | 東急プラザ銀座                                           | ピアノ                         | 音楽ピクニック楽団として出演                                             |
| 2018年10月15日                | ダイアナプログレス 25周年記念パーティ                                                       | -                                                        | ピアノ                         | ピアニストとして、ゲスト出演                                             |
| 2018年10月23日                | Fashion World Tokyo                                                                         | 東京ビッグサイト                                         | ピアノ                         | ピアニストとして、ゲスト出演                                             |
| 2018年10月26日                | 公式国連イベント「GLOBAL SPACE ORCHESTRA」                                                  | ミューザ川崎                                             | ピアノ                         | ピアニストとして、ゲスト出演                                             |
| 2019年8月                     | ダナン越日文化交流フェスティバル                                                            | ベトナム                                                 | ピアノ                         | 日本人ピアニストとして出演、表彰                                         |
| 2022年4月6日                  | ベストオブミス2022埼玉 決勝大会                                                             | 川口文化センターリリア ４F 音楽ホール                    | ピアノ                         | ピアニストとして、オリジナル曲「いのちの花」を演奏（Vo. bAe）            |
| 2022年6月18日                 | 杜のピアノ in 川越八幡宮                                                                    | 川越八幡宮                                               | ピアノ                         | -                                                                        |
| 2022年6月26日                 | さかなクン講演会 安房の魅力とさかなクン～東京湾と館山～                                     | 千葉県南総文化ホール                                     | 津軽三味線、サックス           | 音楽ピクニック楽団として出演、オープニング演奏                           |
| 2022年7月7日                  | NEO七夕まつり                                                                               | 川越八幡宮                                               | 津軽三味線                     | オープニングステージと点灯セレモニーを担当、津軽三味線奏者として出演     |
| 2022年12月15日                | ライバーフェス２０２２                                                                      | e-sports銀座studio（コナミクリエイティブセンター銀座内） | ピアノ、津軽三味線、サックス   | 音楽ステージをプロデュース、バックバンドを担当、演奏メンバーとしても出演 |
| 2022年12月24日                | 第二回クリスマス・クラフト・マーケット クリスマスコンサート                                 | 川越クレアパーク                                         | -                              | -                                                                        |
| 2022年12月25日                | Bリーグ「アルバルク東京」ハーフタイムショー                                                 | アリーナ立川立飛                                         | サックス                       | バンドマスター・演奏メンバーとして出演                                   |
| 2022年12月31-2023年1月1日     | New Year Countdown 2022-2023                                                                | 新横浜プリンスホテル1Fロビーアトリウム                   | ピアノ、津軽三味線、サックス   | バンドマスター・演奏メンバーとして出演                                   |
| 2023年5月4日                  | 子ども食堂そらのレストラン                                                                  | ウニクス川越                                             | ピアノ、津軽三味線、他全9種    | -                                                                        |
| 2023年5月7日                  | 舞台「不思議の国のアリス」                                                                  | 座・高円寺2                                              | Cサックス、ピアノ、ハンドパン  | 楽曲制作を担当、出演者としても参加                                       |
| 2023年8月5日                  | クレヨンしんちゃん映画公開記念「生演奏で奏でる！クレヨンしんちゃんヒットソングコンサート」  | イオンモール春日部                                       | 津軽三味線、ピアノ             | 音楽ピクニック楽団として出演                                             |
| 2023年8月19日                 | サンロードビアパーク                                                                        | 川越クレアパーク                                         | 津軽三味線、ピアノ、ハンドパン | SOU-travelerZと出演                                                      |
| 2023年11月15日-17日           | Inter BEE 2023                                                                              | 幕張メッセ                                               | カホン                         | 作曲家・バンドマスター・演奏メンバーとして、d&b audiotechnikブースに出演 |
| 2022年12月23日                | 第三回クリスマス・クラフト・マーケット                                                      | 川越クレアパーク                                         | -                              | -                                                                        |
| 2023年12月31日 - 2024年1月1日 | カウントダウンライブ2023                                                                    | おふろcafe ハレニワの湯                                  | -                              | -                                                                        |
| 2024年3月29日                 | 小江戸こども夢フェスタ                                                                      | ウエスタ川越・ウニクス川越                               | -                              | -                                                                        |
| 2024年8月10-11日              | 音楽ヒーローショー×生演奏コンサート 〜みんなのハーモニーで心をつなぐ〜音楽旋士☆メロディマン | 座・高円寺2                                              |                                | 主演                                                                     |

## 主なライブ出演

### Masaki.主催ライブ
- 2021年12月28日 - Masaki.&RISM House Band  (音楽ピクニック広場RISM)
- 2022年10月9日 - 作曲家Masaki.×チェリスト竹下花音 岐阜公演 (レイクルイーズ)
- 2022年10月29日 - Masaki. 作品集アルバム発表記念バースデーコンサート (銀座TACT)
- 2022年11月12日 - フルート小畑実織×作曲家Masaki.仙台公演 (cafe Morzart Atelier)
- 2023年6月24,25日 - Masaki. & SOU-travelerZ LIVE&交流session 福岡公演 (24日：ライブバーマイケル、25日：The 3rd place)
- 2023年6月26日 - Masaki. & SOU-travelerZ LIVE&交流session 佐賀公演 (奏楽庭(そらにわ))
- 2023年4月23日 - Specialコラボレーションコンサート (音楽ピクニック広場RISM)
- 2023年7月7日 - 第2回Specialコラボレーションコンサート (音楽ピクニック広場RISM)
- 2023年9月30日 - 第3回Specialコラボレーションコンサート with Project ORIGIN (音楽ピクニック広場RISM)
- 2023年10月27日 - Masaki. Birthday LIVE (六本木CLAPS)- muxioがゲスト参加

### VOS名義
- 2021年8月14日 癒し系弦楽器ユニット“VOS” 結成コンサート (富士見市文化会館キラリふじみマルチホール)
- 2021年10月10日 - VOS結成コンサートin長野 (茅野市民館)
- 2021年11月14日 - VOS結成コンサートinいわき市 (いわきPIT)

### ライブサポート
| 日程                 | イベント                                                                                     | 場所                            | 演奏楽器                                               | 備考                                                                     |
| -------------------- | -------------------------------------------------------------------------------------------- | ------------------------------- | ------------------------------------------------------ | ------------------------------------------------------------------------ |
| 2020年3月20日-4月2日 | Piascore主催「On Line / On Live 2020」                                                       | オンライン                      | ピアノ                                                 | フルート奏者arisa、および音楽ピクニック楽団の回で出演                    |
| 2021年5月4日         | arisa FLUTEBAND LIVE                                                                         | 川越ROTOM                       | キーボード                                             | -                                                                        |
| 2022年2月5日         | 東京クラリネットフェスティバル                                                               | メルパルク東京ホール            | ピアノ、ギター                                         | クラリネット奏者Akaneのバックバンドメンバーとして出演                    |
| 2022年3月26日        | Hinako BIRTH DAY LIVE                                                                        | 渋谷スターラウンジ              | ピアノ、ドラム、津軽三味線、ギター                     | バンドマスター・サポートメンバーとして出演                               |
| 2022年6月25日        | 大野綾音 Birthday Concert                                                                    | 新宿文化センター小ホール        | ピアノ                                                 | -                                                                        |
| 2022年8月9日         | 安藤祐輝ワンマンライブ トイプードル～出逢えた奇跡～                                          | Shibuya Milkyway                | ギター、Cサックス                                      | サポートメンバーとして出演                                               |
| 2022年8月12日        | Akane Bright toneリリース記念ワンマン〜Ride the updraft〜                                    | 六本木CLAPS                     | ピアノ                                                 | サポートメンバーとして出演                                               |
| 2022年8月28日        | 井上あずみ、二胡SHIN「二胡と歌で綴るジブリの世界」                                           | 関内ホール小ホール              | ハンドパン、カホン                                     | -                                                                        |
| 2022年10月13日       | 安藤祐輝ワンマンライブ                                                                       | LINE CUBE SHIBUYA（渋谷公会堂） | サックス、キーボード、ギター、ドラム                   | バンドマスター・ディレクション・サポートメンバーとして参加               |
| 2022年11月20日       | SUWARISE2022                                                                                 | 茅野市民館マルチホール          | 津軽三味線、ピアノ、ギター                             | 二胡奏者shin、大志郎とのコラボレーション Full Of Harmony のMhiroとの共演 |
| 2023年1月28日        | 安藤祐輝ワンマンライブ～僕の宝物～                                                           | KY Zepp Yokohama                | Cメロサックス、ピアノ、ギター&コーラス、ドラム         | バンドマスター・ディレクション・サポートメンバーとして参加               |
| 2023年3月19日        | muxio結成二周年記念コンサート                                                                | 音楽ピクニック広場RISM          | ピアノ、津軽三味線、ドラム                             | コラボレーションとしての参加                                             |
| 2023年6月9日         | Akane Birthday Live 2023                                                                     | 六本木CLAPS                     | ピアノ、ギター                                         | バンドマスター・サポートメンバーとして出演                               |
| 2023年9月2日         | 安藤祐輝2023LIVE TOUR 12色〜夏風和音〜 東京公演                                              | 新宿ReNY                        | Cサックス、ピアノ、エレキギター                        | バンドマスター・サポートメンバーとして出演                               |
| 2024年1月28日        | GMO SONIC 2024                                                                               | さいたまスーパーアリーナ        | ドラム                                                 | ノルウェー出身のDJ KYGOのサポートメンバーとして出演                      |
| 2024年2月11日        | 安藤祐輝 BIRTHDAY EVENT2024                                                                  | 渋谷TOKIO TOKYO                 | ピアノ、ギター、カホン                                 | -                                                                        |
| 2024年3月17日        | muxio Saxophone duo 1stアルバム制作記念＆結成3周年コンサート〜The first step to our dreams〜 | 渋谷JZ Brat SOUND OF TOKYO      | ピアノ                                                 | バンドマスター・サポートメンバーとして出演                               |
| 2024年4月11日        | RISE Fes.2024                                                                                | Veats Shibuya                   | ピアノ、ギター                                         | クラリネット奏者Akaneのバンドマスター、サポートメンバーとして出演        |
| 2024年5月18日        | 安藤祐輝ワンマンライブ2024〜変わらぬ愛を〜                                                   | 渋谷GRIT                        | Cメロサックス、ピアノ、ギター&コーラス、ドラム、三味線 | バンドマスター・サポートメンバーとして出演                               |
| 2024年6月14日        | Akane 1st album レコ発 LIVE ～Cheer Up～                                                     | 六本木CLAPS                     | ピアノ、ギター                                         | バンドマスター・サポートメンバーとして出演                               |

## ディスコグラフィー

### アルバム
|     | 発売日         | タイトル                      | 収録曲 | 備考 |
| 1st | ー             | Masaki.17th～BestAlbum        | 1. 遥か /with asuna 2. 青と光 /with 支央里 3. ひとりに /with marina 4. Mrs. /with MiKi. 5. Song for the Lite /with 中野彩乃×Masaki. 6. キミがいれば/with TAKE 7. Warm Heart /with 鈴木康司 8. Y.T /with tomomi | - 学生時代に地元で発表した8曲を収録した最初の作品集。 - CDは廃盤、DLのみ。 |
| 2nd | 2018年4月1日   | -Portfolio- Album             | 1. Oh！！ コメディアン 2. The Power of Dreams 3. Mitage 4. 遥か 5. Wake me 6. ホンシン 7. Forever 8. 幸せの粉 9. 青と光 10. Song for the Life 11. 旅立ち〜ハンドパンのためのヒーリング音楽～ 12. NEVER AGAIN 13. SEEN 14. Song for the Life (Band ver.) | - M1-M12はInstrumental Track, M13,14がvocal track. - M1: with 音楽ピクニック楽団 - M2: ピアノソロ - M3, 6, 8: with フルート - M4: with ファゴット - M5: with コントラバス - M7, 12: with サックス - M9: with ヴァイオリン - M10: with フルート&ファゴット |
| 3rd | 2019年11月4日  | Piano solo Album 「hanabira」 | 1. Hanabira 2. LaLa 3. The Power of Dreams 4. いのちの花 5. カメリア～新しい夜明け～ 6. Mrs. 7. メリーゴーランド 8. NEVER AGAIN 9. Mirage 10. Wake me 11. ディレイ 12. 幸せの粉 13. オモイ | - M2：「K.UNO BRIDAL」テーマソング |
| 4th | 2022年10月29日 | -Portfolio- Album2            | 1. 大井弁天節 2. クローバー(Fl ) 3. Endless knot〜追憶のカリオストロ〜 4. 日向の道で 5. Bright tone 6. precious 7. One scene 8. The Power of Dreams 9. 青と光 10. 残心 11. oh‼ カーニバル 12. Memories 13. Water Server 14. 旅立ち ハンドパンのためのヒーリング音楽 15. LaLa 16. Song for the Life 17. Warm heart 18. いのちの花 19. SEEN 20. このままずっと 21. 夢の国のダンスパーティ | - M1：さかなクン講演会、UAゼンセン10周年記念レセプション等オープニング演奏曲 - M2：フルート奏者arisaとの演奏。「The Flute vol.184」（アルソ出版）掲載 - M3：クラリネット奏者 土屋陽平との演奏。 - M4：フルート奏者Hinakoとの演奏。「TOKYO SUPERCAR DAY 2022 in 静岡」演奏曲 - M5：クラリネット奏者Akaneとの演奏。iTunesジャズランキング4位、東京クラリネットフェスなどで演奏 - M6：クラリネット奏者 大野まりかとの演奏。 - M7,9：フルート奏者arisaとの演奏。「The Flute vol.184」（アルソ出版）掲載 - M8：ヴァイオリン奏者ミ子との演奏。HONDAイベント演奏曲 - M10：フルート奏者Hinakoとの演奏。「TOKYO SUPERCAR DAY 2022 in お台場」演奏曲 - M11,14：音楽ピクニック楽団の楽曲。ラジオ川越放送にてオンエア - M12：フルート奏者 小畑実織との演奏。メズム東京ショーケース演奏曲 - M13：本田真凜さん出演 Aqua BankCMソング(Vc 竹下花音) - M14：ショートムービー「川越さんぽ」に起用 - M15：音楽ピクニック楽団の楽曲。ジュエリーブランドK.uno CMソング - M16,17,20：ボーカル モニカを迎えての演奏。 - M16,18：2022 BEST OF MISS 歌唱曲 - M17：高校時代、初めて発表したオリジナル楽曲 - M18：ボーカル五十嵐アイリを迎えての演奏。 - M19：Masaki.がボーカル。埼玉県オムニバスCD収録曲 - M20：TOKYO SUPERCAR DAY 2022 in お台場 起用曲 - M21：ボーカル Yona、森田勝を迎えての演奏。新横浜プリンスホテル カウントダウン演奏曲 |

## 主な提供楽曲（作曲・編曲）
管弦楽器奏者（大野まりか(Cl)、Akane(Cl)、arisa(Fl)、土屋陽平(Cl)、モニカ(Vo)、Hinako (Fl)、大野綾音(Fl)など）、および ビーイング系歌手（五十嵐アイリ(Vo)、大鳥優子(Vo)など）など、多数のアーティストに楽曲を提供。

### アーティスト
- Bright tone / Akane（アルバム「Cheer Up」収録）- 作曲
- 心丈夫、また会えるまで / Akane（アルバム「Cheer Up」収録）- 作曲
- Seize the day / Akane（アルバム「Cheer Up」収録）- 編曲
- 月明かり照らす夜に / Akane（アルバム「Cheer Up」収録）- 編曲
- First spring / Akane（アルバム「Cheer Up」収録）- 編曲

- クローバー / arisa（アルバム「Leap」収録）- 作曲
- One Scean / arisa（アルバム「Leap」収録）- 作曲
- 青と光 / arisa（アルバム「Leap」収録）- 作曲

- いのちの花  / 五十嵐アイリ - 作曲

- bouquet / 大野綾音 - 作曲

- precious / 大野まりか - 作曲
- Stand up / 大野まりか - 作曲

- Endless knot～追憶のカリオストロ～ / つっちー（土屋陽平） - 作曲

- 残心 / Hinako - 作曲

- Seeding of happiness〜幸せの種まき〜 / ミオン - 作曲

- MUXIO!! / muxio - 作曲

- INFINITY / musa - 作曲

- Song for the Life / モニカ - 作曲

### 映画、CM、舞台等
- ブライダルブランド「K.uno」CMテーマソング
  - 2019年10月 -「K.UNO BRIDAL」テーマソング楽曲「LaLa」[21]
  - 2020年4月 -  「K.UNO CRAFTSMANSHIP -大切にするのはモノづくりへの想い-」テーマソング楽曲[22]
  - 「オクラナイト」ウエディングソング　記念すべき一組目のプロポーズ本番当日の演出、演奏パフォーマンスも担当[5]
- ウォーターサーバー「Aqua Bank」 CMテーマ曲[5]
- 小出恵介主演、小栗了演出舞台「群青」カーテンコール音楽担当[5]
- 短編映画「Waltz」 TOKYO青春映画祭2022にノミネート、ゆうばり国際ファンタスティック映画祭2022で上映作品に選ばれHuluやU-NEXTなどで配信。[5]
- 舞台「不思議の国のアリス」（座・高円寺2）楽曲制作を担当、演者としても出演 （2023年5月7日）
- 舞台「音楽ヒーローショー×生演奏コンサート　〜みんなのハーモニーで心をつなぐ〜音楽旋士☆メロディマン」（座・高円寺2）にて主演を演じる (2024年8月10、11日)